# Halve marathon van Egmond 1976
De halve marathon van Egmond 1976 vond plaats op zondag 11 januari 1976. Het was de vierde editie van deze halve marathon. De organisatie was in handen van Le Champion. Het aantal inschrijvingen van 1950 was een record. 
De wedstrijd bij de mannen werd gewonnen door Barry Kneppers in 1:11.46; bij de vrouwen was Corrie Konings het snelst in 1:26.00. 

## Uitslagen

### Mannen
| Positie | Atleet            | Land      | Tijd    |
| ------- | ----------------- | --------- | ------- |
| 1       | Barry Kneppers    | Nederland | 1:11.46 |
| 2       | Joop Smit         | Nederland | 1:12.14 |
| 3       | Leonard Frederiks | Nederland | 1:12.57 |
| 4       | Gerrie Zwart      | Nederland | 1:13.06 |
| 5       | Louis Polak       | Nederland | 1:14.13 |
| 9       | Joop Keizer       | Nederland | 1:15.20 |

### Vrouwen
| Positie | Atlete           | Land      | Tijd    |
| ------- | ---------------- | --------- | ------- |
| 1       | Corrie Konings   | Nederland | 1:26.00 |
| 2       | Plonie Scheringa | Nederland | 1:30.00 |
| 3       | Marja Wokke      | Nederland | 1:42.00 |

1973 ·
1974 ·
1975 ·
1976 ·
1977 ·
1978 ·
1979 ·
1980 ·
1981 ·
1982 ·
1983 ·
1984 ·
1985 ·
1986 ·
1987 ·
1988 ·
1989 ·
1990 ·
1991 ·
1992 ·
1993 ·
1994 ·
1995 ·
1996 ·
1997 ·
1998 ·
1999 ·
2000 ·
2001 ·
2002 ·
2003 ·
2004 ·
2005 ·
2006 ·
2007 ·
2008 ·
2009 ·
2010 ·
2011 ·
2012 ·
2013 ·
2014 ·
2015 ·
2016 ·
2017 ·
2018 ·
2019 ·
2020 ·
2021 ·
2022 ·
2023 ·
2024 ·
2025